# Ḩājjī Bachcheh
Ḩājjī Bachcheh (persiska: حاجی بچه, حاجی بَچِّه) är en ort i Iran.   Den ligger i provinsen Zanjan, i den nordvästra delen av landet, 300 km väster om huvudstaden Teheran. Ḩājjī Bachcheh ligger 1 872 meter över havet och antalet invånare är 136.
Terrängen runt Ḩājjī Bachcheh är lite bergig. Runt Ḩājjī Bachcheh är det ganska glesbefolkat, med 47 invånare per kvadratkilometer. Närmaste större samhälle är Chāy Yerlū, 6,2 km sydost om Ḩājjī Bachcheh. Trakten runt Ḩājjī Bachcheh består i huvudsak av gräsmarker.